# Успенський собор (Миргород)
Успенський собор який знаходиться в місті Миргород.Собор упорядковується УПЦ Московського патріархату

## Історія собору
Навесні 1648 року за наказом прославленого полковника Війська Запорізького Матвія Гладкого миргородці почали будувати православну церкву на честь визволення з ярма польсько-литовських феодалів. Через рік у листі до російського царя Олексія Михайловича полковник миргородський писав, що:
" здесь в Миргороде, новую церковь коштом великим заложивши и за помощью Христа-Избавителя нашего в скором времени докончат", - так писав про виникнення Свято-Успенської церкви відомий миргородський краєзнавець Герасименко. Незабаром будівництво було завершено, церкву освятили і назвали Соборною Успенською, тобто головною церквою полкового міста Миргород.
Перша церква була дерев'яною і згоріла. На початку 1880-х років почалося відновлення храму, до якого доклав зусилля А. Ф. Зубковський, батько засновника Миргородського курорту І. А. Зубковського. Будівництво було завершено в 1887 році, через два роки після смерті благодійника. А в 1914 році поблизу церкви почалася забудова курорту, вода якого була визнана цілющою.
Перший відомий настоятель храму - отець Роман Шафранський. У 1920-х роках протоієреєм Успенського собору був Микола Базилевський, що трагічно загинув у 1926 році.
Богослужіння в церкві велися до 1937 року, потім до 1941-го храм був закритий. Служба відновилася в 1941-му і тривали до 1957 року.
Трагічним для Свято-Успенської церкви став 1957: храм знову закрили, дзвіницю та куполи зруйнували, іконостас був розібраний і демонтований (частково він зараз зберігається в музеї Миргородського керамічного технікуму), унікальні фрески і розписи зафарбували або знищили. Церква спочатку використовувалася як склад заводу мінеральних вод, а пізніше - під питний бювет для відпочиваючих курорту.
Тільки в 1990 році, за клопотанням віруючих мешканців міста, ЗАТ "Миргородкурорт" передав будівлю храму релігійній громаді, і після ремонту та переобладнання, які проводилися на добровільні пожертвування всіх миргородців та їх зусиллями, 30 грудня того ж року церква знову була відкрита. У той день відбулося освячення храму, яке здійснили Пріснопам'ятний Архієпископ Полтавський і Кременчуцький Сава і нині покійний благочинний Миргородського округу протоієрей Володимир Комардін (він і був першим настоятелем відновленого храму).
З 1990 року храм постійно упорядковується. Перш за все, була відбудована дзвіниця і придбані дзвони. Це зробили за ініціативою настоятеля храму протоієрея Іоанна Созанського і за матеріального сприяння директора ЗАТ "Миргородкурорт" Мельника, тодішнього голови облдержадміністрації Н. І. Залудяк та інших. На пожертви парафіян був придбаний також головний різьблений дерев'яний іконостас та замовлені два малих.
Півтора року здійснював розпис Свято-Успенської церкви талановитий художник Володимир Ткаченко. Цей складний труд він завершив у грудні 2003 року.
У 1999 році при храмі зусиллями настоятеля отця Іоанна був створений дитячий хор "Радонеж", який зі своїм великим репертуаром духовних творів з того часу бере активну участь у багатьох заходах, оглядах, концертах міста та області. При Свято-Успенській церкві працює також православна бібліотека, а в приміщенні, наданому дирекцією ЗАТ "Миргородкурорт", проводить свої заняття недільна школа, а дитячий хор - репетиції. 